# Pinocchio (film 1940)
Pinocchio è un film d'animazione del 1940 diretto da registi vari.
Prodotto da Walt Disney Productions e basato sul romanzo di Carlo Collodi Le avventure di Pinocchio. Storia di un burattino, è il 2º Classico Disney. Con questo nuovo film Walt Disney sperava di ripetere il successo ottenuto tre anni prima con Biancaneve e i sette nani, ma lo scoppio nel 1939 della seconda guerra mondiale non permise di raggiungere il risultato desiderato. Fu comunque il film col maggiore incasso nell'anno 1940. Walt Disney, inoltre, stava lavorando allo stesso tempo su un progetto più ambizioso, Fantasia, uscito nello stesso anno di Pinocchio.
La sceneggiatura venne scritta da Aurelius Battaglia, William Cottrell, Otto Englander, Erdman Penner, Joseph Sabo, Ted Sears e Webb Smith adattando il libro di Collodi, e narra del vecchio falegname e artigiano Geppetto che intaglia un burattino di legno di nome Pinocchio, il quale viene portato in vita dalla Fata Azzurra, che gli dice che può diventare un bambino vero se si dimostra «bravo, coraggioso, disinteressato»: così iniziano le avventure del burattino per diventare un bambino vero, che coinvolgono molti incontri con una serie di loschi personaggi che, secondo il Grillo Parlante (la coscienza di Pinocchio), rappresentano la tentazione e la disonestà.
La produzione fu supervisionata da Ben Sharpsteen e Hamilton Luske, e le sequenze del film vennero dirette da Norman Ferguson, T. Hee, Wilfred Jackson, Jack Kinney e Bill Roberts. Pinocchio fu una conquista rivoluzionaria nel settore degli effetti animati, dando movimento realistico a veicoli, macchinari ed elementi naturali come pioggia, fulmini, neve, fumo, ombre e acqua. Grazie ai suoi risultati significativi nelle tecniche di animazione, è spesso considerato il capolavoro tecnico e definitivo di Disney.
Le analisi critiche di Pinocchio lo identificano come un racconto morale che insegna semplicemente ai bambini i benefici del duro lavoro e dei valori della classe media. Anche se ha ricevuto il plauso della critica ed è diventato il primo film d'animazione a vincere un Premio Oscar competitivo, vincendone due per la migliore colonna sonora e la migliore canzone per When You Wish Upon a Star (Una stella cade), è stato inizialmente un fiasco al botteghino, principalmente a causa della seconda guerra mondiale che interruppe i mercati europei e asiatici all'estero. Alla fine realizzò un profitto nella sua riedizione del 1945 e, nonostante sia narrativamente e graficamente molto cupo, è considerato uno dei più grandi film d'animazione mai realizzati, con una rara valutazione del 100% sul sito web Rotten Tomatoes. Il film e i personaggi sono ancora prevalenti nella cultura popolare, apparendo in vari parchi Disney e in altre forme di intrattenimento. Nel 1994 Pinocchio è stato aggiunto al National Film Registry degli Stati Uniti per essere considerato "culturalmente, storicamente o esteticamente significativo".
Un film live-action Disney del 2000 intitolato Geppetto, raccontato dal punto di vista di quest'ultimo, è stato distribuito direttamente in televisione. Nell'aprile 2015 è entrato ufficialmente in fase di sviluppo un adattamento live-action; le riprese sono iniziate a marzo 2021 e si sono concluse in aprile; è stato distribuito su Disney+ l'8 settembre 2022, ed è stato stroncato dalla critica e dal pubblico.

## Trama
Il film inizia con la canzone Una stella cade / When You Wish Upon a Star; finita la canzone, il Grillo Parlante si rivolge al pubblico in veste di narratore ed inizia a raccontare la sua storia, avvenuta tempo fa, riguardo un desiderio che si avvera: la storia di Pinocchio.
Una sera, vagabondando senza una meta precisa, il Grillo Parlante arriva in un piccolo villaggio italiano tra le montagne e il mare, dove entra incuriosito nella bottega del falegname e artigiano Geppetto, un uomo anziano che vive da solo con i suoi due animali domestici, il gatto Figaro e la pesciolina Cleo. Egli sta costruendo un burattino di legno, che, a lavoro concluso, decide di chiamare Pinocchio. Poco prima di andare a dormire, Geppetto esprime ad una stella, chiamata "la stella dei desideri", il desiderio che Pinocchio, che considera come un figlio, possa diventare un bambino vero, in quanto non ha mai avuto una vera famiglia. Quella stessa notte, mentre tutti dormono, la stella scende dal cielo ed assume le sembianze di una bellissima fata dai capelli biondi e vestita d’azzurro. Esaudendo il desiderio di Geppetto, la fata dona la vita a Pinocchio, trasformandolo in un burattino animato, e gli spiega che se vorrà diventare un bambino vero dovrà dimostrare di essere "bravo, coraggioso e disinteressato" ed imparare a distinguere il bene dal male seguendo la sua coscienza. Quando Pinocchio chiede alla fata cosa sia una coscienza, il grillo compare sulla scena mostrandosi per la prima volta al burattino. A questo punto, la fata nomina il grillo come coscienza di Pinocchio, donandogli un vestito elegante al posto del suo vecchio cappotto, promettendogli una lauta ricompensa a missione compiuta. Svegliandosi nel cuore della notte, Geppetto scopre con sorpresa che il suo desiderio si è avverato, quindi tutti si mettono a ballare dalla gioia e a far festa.
Il giorno dopo, Geppetto manda Pinocchio a scuola, come tutti gli altri bambini. Ma lungo la strada, l'ingenuo burattino viene ingannato da due truffatori, il Gatto e la Volpe, che lo invitano ad unirsi allo spettacolo dei burattini che si terrà quella sera al teatro del burattinaio Stromboli detto Mangiafuoco, invece di andare a scuola. Sebbene il Grillo Parlante tenti di riportarlo sulla retta via, Pinocchio si reca allo spettacolo di Mangiafuoco, divenendone l'attrazione principale e riscuotendo un clamoroso successo. Il grillo, che ha assistito alla performance di Pinocchio, suppone che il burattino abbia ormai ottenuto la celebrità, perciò sostiene che "gli attori non hanno bisogno di una coscienza", e così se ne va sconsolato.
Dopo lo spettacolo, Pinocchio decide di tornare a casa dal padre, ma Mangiafuoco lo rinchiude in una gabbia: il suo obiettivo è farlo diventare il protagonista assoluto dei suoi spettacoli in giro per il mondo per fargli guadagnare tanti soldi, per poi trasformarlo in legna da ardere una volta diventato troppo vecchio. Intanto, un Geppetto in ansia, non vedendo il figlio tornare a casa, esce di casa per andare a cercarlo, ma senza successo. 
Mentre inizia a piovere, il Grillo Parlante nota il carro di Mangiafuoco allontanarsi dal paese e decide di vedere un'ultima volta Pinocchio per augurargli buona fortuna per la carriera; giunto sul posto, il grillo scopre il burattino ingabbiato e, dopo alcune spiegazioni, tenta subito di liberarlo, ma invano. Disperato, Pinocchio scoppia a piangere vergognandosi dell'errore che ha fatto e il Grillo Parlante lo consola. Poco dopo, appena smette di piovere nella campagna fuori dal villaggio, riappare la Fata Azzurra, che chiede spiegazioni a Pinocchio sul perché non sia andato a scuola. Nonostante i consigli del Grillo Parlante, l'imbarazzato burattino le racconta una bugia per nascondere il guaio che ha combinato: dice che ha incontrato dei mostri che hanno rinchiuso lui e il grillo dentro un sacco e che li hanno gettati nel fuoco. Ma ad ogni menzogna, il suo naso cresce sempre di più, fino a diventare lungo come un ramo di un albero. La fata gli spiega che alcune bugie hanno le gambe corte, altre invece hanno il naso lungo. Il pentito Pinocchio promette che sarà buono e onesto da quel momento in poi; sentendo ciò, la Fata Azzurra lo perdona e gli riaccorcia il naso alla sua lunghezza normale e lo libera, avvertendolo però che sarà l'ultima volta che potrà aiutarlo. Subito dopo, Pinocchio e il Grillo Parlante escono furtivamente dal carro dell'ignaro Mangiafuoco per poi dirigersi verso casa.
Nel frattempo, alla Locanda dell'Aragosta Rossa nel porto, il Gatto e la Volpe festeggiano fumando e bevendo birra insieme al Postiglione, a cui la Volpe racconta con orgoglio il raggiro redditizio nei confronti di Pinocchio, per poi mostrargli con soddisfazione la miserabile somma di denaro che Mangiafuoco ha dato loro in cambio del burattino. Il Postiglione propone loro un lavoro apparentemente ancora più proficuo: ovvero portargli i ragazzi svogliati e disubbidienti in modo che lui li conduca al Paese dei balocchi, un'isola famigerata alla quale l'accesso o qualunque affare inerente ad esso è stato persino proibito dalle autorità. La Volpe sobbalza impaurita alla notizia, temendo cosa potrebbe accadere se venissero scoperti. Il Postiglione dapprima rassicura i due truffatori, per poi terrorizzarli con un ghigno diabolico, rivelando loro che i ragazzi dal Paese dei balocchi non fanno mai più ritorno in forma umana. Subito dopo, l'uomo li obbliga ad eseguire l'incarico.
Prima che Pinocchio e il grillo arrivino alla casa di Geppetto, il burattino viene nuovamente ingannato dal Gatto e la Volpe, che lo convincono di essere stressato e che l'unico rimedio sia riposarsi andando al Paese dei balocchi, descritto dalla Volpe come una "terra felice di spensieratezza". Ancora una volta, seppur con maggiore riluttanza e "resistenza" stavolta, Pinocchio si lascia convincere, nonostante gli avvertimenti del grillo. Durante il tragitto a bordo della diligenza del Postiglione, il burattino conosce Lucignolo, un ragazzo scaltro, maleducato e indisciplinato, con cui fa subito amicizia. Anche il grillo si mette in viaggio verso il Paese dei balocchi, per non perdere di vista Pinocchio.
Arrivati al Paese dei balocchi, Pinocchio, Lucignolo e tutti gli altri ragazzi presenti si gettano in ogni genere di vizio: vandalismo, gioco d'azzardo, birra, fumo, dolciumi, giostre ed eccessi di ogni tipo. Il Grillo Parlante raggiunge Pinocchio a notte fonda, quando i divertimenti sono già finiti e le porte sono già state chiuse. Il burattino si trova in una sala da biliardo insieme a Lucignolo in preda all'alcol e al fumo: tentando di far rinsavire Pinocchio, il grillo ha un forte diverbio con Lucignolo, e così se ne va deluso e arrabbiato. Ma appena raggiunto il molo, il grillo scopre con orrore e sgomento che tutti i ragazzi che si trovano al Paese dei balocchi sono destinati a trasformarsi in asini, come giusta punizione per aver disobbedito ai genitori e per non essere andati a scuola, e che in seguito il Postiglione e i suoi scagnozzi vendono come bestie da soma, dopo averne visti alcuni vestiti e in grado ancora di parlare. Nel frattempo, all'interno della sala da biliardo, Pinocchio e Lucignolo stanno facendo una partita: d'un tratto inizia la trasformazione in asino di quest'ultimo, che Pinocchio non può inizialmente comprendere, quando d'un tratto anche Lucignolo si accorge della sua metamorfosi emettendo un profondo raglio al posto di una risata e guardandosi successivamente allo specchio. Il Grillo Parlante torna di corsa da Pinocchio, trovandolo già con la coda e le orecchie d'asino, ma per fortuna lo salva facendolo fuggire dall'isola, prima che la trasformazione sia completa. Nel frattempo, Lucignolo si è totalmente trasformato e in preda all'orrore distrugge a calci tutta la sala del biliardo.
Dopo un lungo e stressante viaggio, Pinocchio e il Grillo Parlante arrivano alla casa di Geppetto, ma non trovano nessuno, solo polvere e ragnatele, lasciando intendere che in realtà è passato diverso tempo (cosa poi confermata successivamente dallo stesso Geppetto). Poco dopo, appare una colomba che lascia cadere un messaggio ai loro piedi. Leggendolo, i protagonisti scoprono che Geppetto, dopo aver saputo che Pinocchio è stato portato sull'isola del Paese dei balocchi, si è avventurato in mare per andare a cercarlo, venendo però inghiottito da una gigantesca e mostruosa balena. Immediatamente, Pinocchio decide di partire alla ricerca del padre: così, al sorgere del sole, il burattino sale su una scogliera a picco sul mare e si tuffa in acqua con un masso legato alla sua coda d'asino, accompagnato dal grillo.
Pinocchio vaga nel fondale marino alla ricerca del padre (in quanto essendo un burattino non ha problemi a respirare), incontrando tanti pesci colorati, che nuotano via spaventati quando il burattino chiede loro della balena. Nel frattempo Geppetto, ormai da tempo imprigionato nello stomaco della balena, attende sconsolato di morire di fame o di essere digerito. Ben presto, la balena si sveglia e divora un intero gruppo di tonni per la felicità del vecchio che può finalmente sfamarsi. Anche Pinocchio viene inghiottito, con i pesci catturati. Finalmente, Pinocchio si ricongiunge con il padre; anche se sorpreso dalle orecchie e dalla coda da asino di Pinocchio, Geppetto è comunque felice di riavere accanto a sé il suo "omettino".
Geppetto spiega al figlio il destino che lo attende, ma Pinocchio non si arrende e così dà fuoco alla legna e alle sedie lì presenti in modo da indurre la balena a starnutire per farli espellere all'esterno: i due usciranno fuori a bordo di una zattera. Il piano inizialmente funziona, ma sfortunatamente la balena scopre l'inganno e furibonda si getta al loro inseguimento per poi distruggere la zattera con la sua coda. Pinocchio riesce a salvare il padre dall'annegamento trascinandolo a nuoto in una grotta sotto una scogliera e facendo in modo che la balena vi si schianti contro. Geppetto riesce a salvarsi, ma Pinocchio muore durante il salvataggio.
Finalmente tornati a casa, Geppetto, Cleo, Figaro e il Grillo Parlante piangono sul corpo esanime di Pinocchio, adagiato sul suo letto. Proprio in quel momento, appare la Fata Azzurra, che avvalorando il sacrificio del burattino come prova del suo essere "bravo, coraggioso e disinteressato", gli ridona la vita e stavolta lo trasforma in un bambino vero tra la gioia della sua famiglia, eliminandogli magicamente la coda e le orecchie d'asino. Mentre il gruppo festeggia, il Grillo Parlante esce per ringraziare la fata e viene ricompensato con un distintivo d'oro massiccio che lo certifica come coscienza ufficiale, come da lui desiderato all'inizio dell'avventura.

## Personaggi
- Pinocchio: è il protagonista del film, un burattino di legno intagliato da Geppetto e trasformato in una marionetta vivente e alla fine del film in un bambino vero dalla Fata Azzurra. È animato da Milt Kahl.
- Il Grillo Parlante (Jiminy Cricket): coprotagonista del film, è un grillo antropomorfo (più simile ad un omino che del grillo non ha quasi nulla tranne la pelle verde e le due antenne simili a due peletti sotto il cappello) vagabondo che viene assunto come "coscienza" di Pinocchio. È il narratore della storia. Porta un frac logoro, che viene rimesso a nuovo dalla magia della Fata, e usa un ombrello come paracadute. È animato da Ward Kimball.
- Geppetto: è un falegname che costruisce Pinocchio, esprimendo poi il desiderio che diventi un bambino vero. È animato da Art Babbitt.
- Figaro: gattino bianco e nero di Geppetto. È animato da Eric Larson.
- Cleo: pesciolino rosso femmina di Geppetto. Prova un amore inizialmente non ricambiato per Figaro. È animata da Eric Larson.
- La Fata Azzurra (The Blue Fairy): è una bellissima fata che dà vita a Pinocchio, lo aiuta durante le sue avventure e lo resuscita sotto forma di bambino vero alla fine del film. Nel film non ha i capelli turchini, ma biondi. È animata da Jack Campbell.
- Il Gatto e la Volpe (Gideon e John Worthington "Honest John" Foulfellow): antagonisti iniziali del film, rispettivamente un tonto gatto muto e un furbo volpone loquace, entrambi antropomorfi e indossanti abiti consumati da gentiluomini, sono due noti imbroglioni truffaldini, squattrinati e infidi che traviano due volte Pinocchio: prima al teatro di Stromboli Mangiafuoco poi al Paese dei Balocchi per conto del Postiglione, e allo stesso tempo si fanno imbrogliare dai loro "soci in affari". Sono entrambi analfabeti e all'interno del film rappresentano la tentazione e la disonestà, nonché la fine che si fa senza un'istruzione adeguata. Sono animati da John Lounsbery.
- Stromboli detto "Mangiafuoco" (Stromboli): secondo antagonista del film, è un avido e crudele burattinaio che dopo aver comprato Pinocchio da Gatto e Volpe, costringe Pinocchio a esibirsi sul palco al fine di fare soldi. In originale parla con un forte accento italiano ma viene definito "zingaro" dalla Volpe, probabilmente per il fatto di viaggiare di città in città con il suo carro. Dimostra di essere terribilmente avaro in quanto offre a Pinocchio un'inutile pezzo di metallo senza valore come pagamento e paga al Gatto e alla Volpe un ammontare di denaro miserabile (visto come "molto" però dai due imbroglioni come si evince dal dialogo con il postiglione) dopo che questi gli hanno consegnato il protagonista, letteralmente una marionetta parlante e vivente senza fili. È stato per molto tempo l'unico cattivo del film a far parte della linea ufficiale del franchise dei Cattivi Disney, ed è stato per questo considerato molto spesso l'antagonista principale della pellicola, assieme alla balena Monstro. È animato da Bill Tytla.
- Il Postiglione (Coachman o Barker[2]): terzo antagonista del film, è un cocchiere misterioso, malvagio, sinistro, molto probabilmente neanche umano e fortemente temuto dalla Volpe e dal Gatto suoi servitori, e che possiede e gestisce il Paese dei balocchi. Trae soddisfazione e profitto nel trasformare i ragazzi indisciplinati in asini per poi venderli ai circhi e alle miniere di sale per una grossa somma. È l'unico cattivo del film a non fare parte della linea ufficiale del franchise dei Cattivi Disney. In originale parla con accento cockney tipico di Londra. Il suo look è lo stesso di Charles Laughton ne La taverna della Giamaica di Alfred Hitchcock. È animato da Charles A. Nichols.
- Lucignolo (Lampwick): quarto antagonista del film, è un nullafacente teppistello che Pinocchio incontra e con cui fa amicizia sulla strada per il Paese dei balocchi. Ha un carattere diffidente e spocchioso, diventando infatti particolarmente ostile nei confronti del Grillo Parlante, che viene deriso da lui con il termine "saltafossi" o lanciandogli contro le palline del biliardo. Si trasforma in un asino mentre fuma, beve birra e gioca a biliardo con il burattino. Il suo destino è ignoto. È animato da Fred Moore.
- Monstro la balena (Monstro the Whale): antagonista finale del film, è una gigantesca e mostruosa balena degna del suo nome da cui Pinocchio viene inghiottito e nel cui stomaco ritrova Geppetto, Figaro e Cleo. Dopo che Geppetto e Pinocchio riescono a fuggire, la balena li insegue, ma alla fine si schianterà contro una scogliera nell'ultimo tentativo di ucciderli. Inizialmente Walt Disney pensava di renderlo un pescecane proprio come nella storia originale. È animato da Wolfgang Reitherman.

## Produzione

### Sviluppo

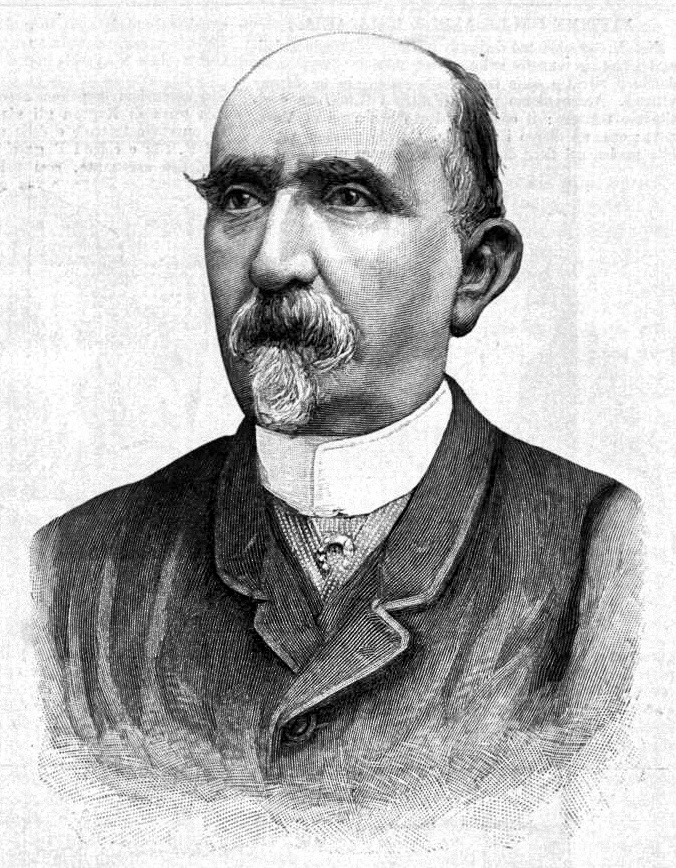
Carlo Collodi, autore del romanzo originale

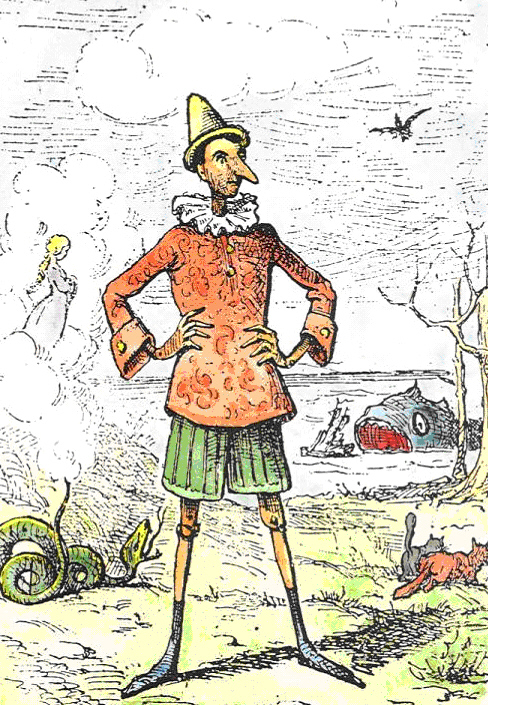
Pinocchio disegnato da Enrico Mazzanti (Firenze, 1883)

Carlo Collodi, giornalista ed educatore italiano, iniziò nel 1881 a scrivere una serie di racconti intitolata La storia di un burattino, apparsa nel Giornale per i bambini e pubblicata in forma di libro nel 1883, con il titolo Le avventure di Pinocchio. La prima traduzione inglese comparve negli Stati Uniti nel 1892. Come notato da Jacqueline Rose, analogamente a Peter e Wendy di J. M. Barrie, la storia originale venne rapidamente alterata dagli adattamenti, come confermarono R. Wunderlich e P. Morrisey in The Desecration of Pinocchio in the United States, una pubblicazione della conferenza annuale della Children's Literature Association del 1981. Così, nel 1904, la romanziera Emily Gray pubblicò una traduzione "riveduta" del testo di Collodi. Seguirono rapidamente altri adattamenti, letterari o cinematografici.
La storia di Pinocchio avrebbe dovuto essere adattata in un film d'animazione in Italia nel 1936 con il titolo Le avventure di Pinocchio, ma il lungometraggio non vide mai la luce a causa di difficoltà produttive e mancanza di finanziamenti. Anche una versione teatrale di Yasha Frank venne presentata nel giugno del 1937 a Los Angeles, benché il testo non sarebbe stato pubblicato fino ad aprile 1939. In questo adattamento, Pinocchio diventa un innocente incapace di svolgere qualsiasi malefatta.
L'idea di utilizzare il romanzo di Collodi per fare un lungometraggio animato sembra essere stata suggerita a Disney, a differenza di Biancaneve. In una lettera datata 8 aprile 1935 a Walt Disney, K. Evers, un'amica di famiglia, suggerì l'uso della storia di Pinocchio per un film, ma non ancora un lungometraggio. Il 4 luglio dello stesso anno, il giornalista e scrittore italofrancese Joseph-Marie Lo Duca suggerì, anch'egli in una lettera indirizzata a Disney, l'idea di un adattamento cinematografico animato della storia di Pinocchio. Disney incontrò Lo Duca nell'estate del 1935, durante un viaggio in Europa per recuperare le fonti di ispirazione per i suoi film, tra cui Biancaneve e i sette nani.
Al fine di realizzare il suo adattamento del romanzo di Collodi, Disney acquisì diverse versioni e traduzioni del lavoro, e chiese anche a una delle sceneggiatrici di servizio del personale, Bianca Majolie, di eseguirne una sua traduzione.

### Pre-produzione
Il progetto del film venne ripreso nel settembre 1937, durante la produzione di Biancaneve e i sette nani, quando l'animatore Norman Ferguson portò nuovamente una versione tradotta del libro di Collodi all'attenzione di Walt Disney. Dopo aver letto il libro, «Walt si stava rompendo le budella dall'entusiasmo», come disse Ferguson. Pinocchio doveva essere il terzo film dello studio, dopo Bambi. Tuttavia, a causa di problemi nell'adattare la storia e animare gli animali realisticamente, Pinocchio venne spostato in avanti nella produzione, mentre Bambi fu messo in attesa. Il lavoro iniziò con schizzi di Gustaf Tenggren e Albert Hurter. Christopher Finch fece notare che durante questo periodo, Frank Thomas, Milt Kahl e Ollie Johnston vennero assegnati all'animazione di Pinocchio, realizzando circa 46 metri d'animazione sulla voce di Ted Sears.
In Biancaneve e i sette nani (1937) e le Sinfonie allegre, Walt Disney e il suo staff avevano già adattato fiabe europee, dei fratelli Grimm o di Charles Perrault, ma spesso dovettero espandere la storia originale. Per Jerry Beck la più grande sfida del film non fu la tecnica, ma la sceneggiatura: gli autori dovevano infatti scrivere un film di intrattenimento che però preservasse lo spirito della storia originale, che comprende un antieroe irascibile, molti cattivi e pochissimi momenti felici o comici. Per questo motivo lo sviluppo della sceneggiatura non fu facile: il lavoro prodotto durante i primi cinque mesi di animazione basati sull'iniziale sviluppo psicologico e grafico dei personaggi non vennero apprezzati da Disney, che conseguentemente ordinò di ricominciare da zero sia la sceneggiatura sia l'animazione mentre il budget aveva già raggiunto 500.000 dollari. The New York Times aveva pubblicato un articolo il 12 giugno 1938 riferendosi ai 701,04 metri di pellicola gettati a causa della decisione di Walt. Alcuni storici, fra cui Steven Watts, Girveau e Bob Thomas concordano che il periodo di lavoro buttato ammontava a sei mesi e comprendeva character design, storyboard e prime animazioni, e che venne fermato da Walt Disney poiché credeva «non funzionasse» a causa della «mancanza di personaggi accattivanti [come quelli] che fecero di Biancaneve e i sette nani un successo immediato».
Una nota interna datata 9 giugno 1937 chiese agli artisti di andare a vedere lo spettacolo di Yasha Frank. Dopo aver visto questo nuovo approccio, Disney chiese alla sua squadra di ripartire su nuove basi di lavoro. Ma a causa del lavoro richiesto per finalizzare Biancaneve e i sette nani, previsto per il Natale del 1937, il primo incontro per definire la storia di Pinocchio fu datato 24 marzo 1938, e Girveau indica lo stesso mese per l'inizio della produzione. La versione Disney, come lo spettacolo di Frank, si orienta verso il moralismo parentale del ventesimo secolo.

### Aspetto grafico
Secondo Christopher Finch i due artisti che hanno maggiormente influenzato il film sono Gustaf Tenggren e Albert Hurter, entrambi già al lavoro su Biancaneve e i sette nani.
L'illustratore svedese Gustaf Tenggren aveva il compito di dare al film un look europeo negli schizzi. Secondo Finch, la sua influenza si riflette nell'aspetto generale del film, e Allan fa notare la tipica atmosfera dark del Nord Europa. Le produzioni di Tenggren comprendono gli schizzi del ventre della balena, l'aspetto della Fata Turchina e soprattutto gli interni del laboratorio di Geppetto, basati sui suoi ricordi dell'infanzia trascorsa nella casa del nonno, scultore del legno.

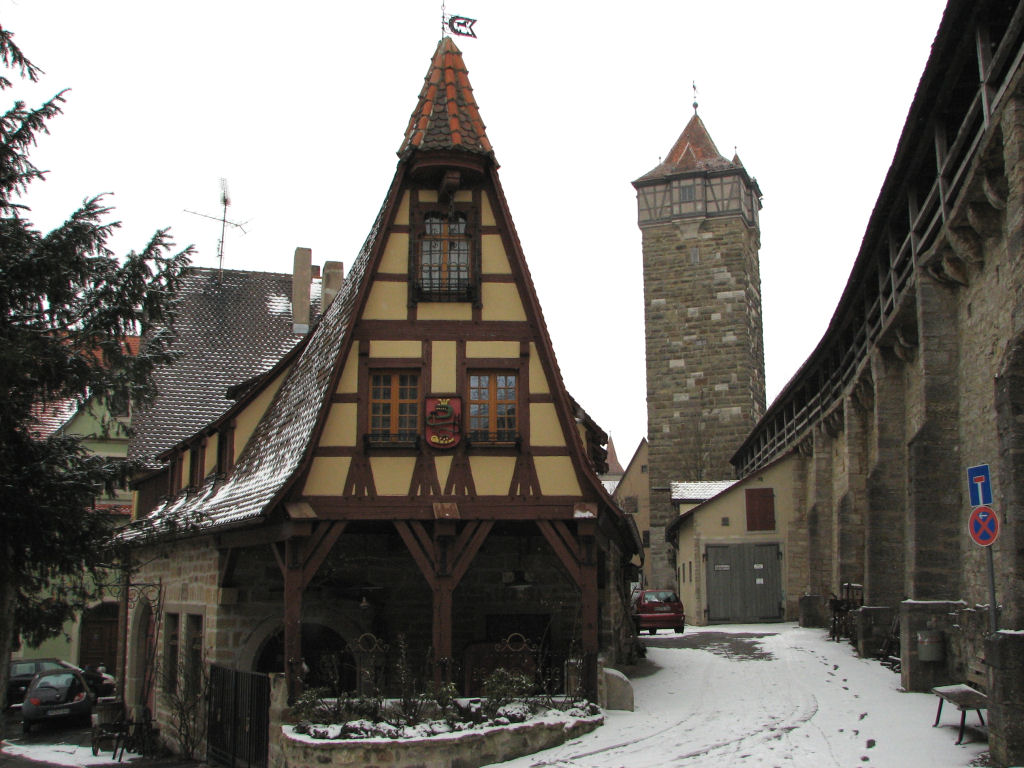
La Forge de Gerlach a Rothenburg ob der Tauber.

Anche se la storia dovrebbe svolgersi in Italia, il villaggio di Pinocchio, situato ai piedi delle montagne e la cui architettura favorisce il legno, è molto più vicino alla Baviera (più probabilmente il Trentino-Alto Adige o Bassano del Grappa), senza dubbio a causa delle origini di Tenggren. Robin Allan rileva le analogie con la cittadina di Rothenburg ob der Tauber, compresi il cammino di guardia, la Galgengasse e la Forge de Gerlach, che ricorda la roulotte di Mangiafuoco. Tenggren stesso venne influenzato da artisti come Arthur Rackham, Edmund Dulac, John Bauer e l'art pompier. Bruno Girveau indica che gli inglesi Arthur Rackham e Walter Crane nel 1899 e lo svedese John Bauer nel luglio 1902 fecero degli acquerelli di Rothenburg, riproduzioni dei quali fanno parte degli archivi Disney.
Secondo Allan, le prospettive amplificate delle scene di strada ricordano quelle angolari delle opere del pittore Thomas Hart Benton, mentre il rendering nitido dei dettagli ricorda i paesaggi di Grant Wood. Lavori preparatori di Tenggren, disegni o tempere sono in collezioni private o non sono sopravvissuti, ma dipinti e studi per modellare i set sono stati conservati dagli archivi Disney.
Lo svizzero Albert Hurter, che aveva già lavorato al look europeo di Biancaneve, partecipò anche a Pinocchio; purtroppo la maggior parte dei suoi disegni sono scomparsi, anche se, secondo John Russell Taylor, la sua influenza è visibile nel "look gotico e grottesco preso in prestito da libri d'illustrazioni europei". Molto del suo lavoro coinvolse la creazione di elementi decorativi, carillon, orologi e giocattoli di legno, la cui influenza svizzero-tedesca è sottolineata da Allan. Grant indica che durante la produzione, Hurter creò tra i 50 e i 100 schizzi al giorno per il solo scopo di "fornire idee". Secondo Finch, l'influenza di Hurter è visibile nel paesaggio "segnato da una ricchezza di dettagli che popolano il paesaggio in quasi tutte le scene" e nel character design.
Oltre a questi due artisti, l'aspetto grafico del film deve molto alla squadra del layout (o scenografia), diretto da Charles Philippi e Hugh Hennesy, che "portarono la loro arte a nuovi livelli di creatività", e in particolare all'importante contributo di Ken Anderson. Per le decorazioni, gli artisti utilizzarono dipinti a pigmenti opachi invece degli acquerelli classici dall'aspetto trasparente come in Biancaneve.

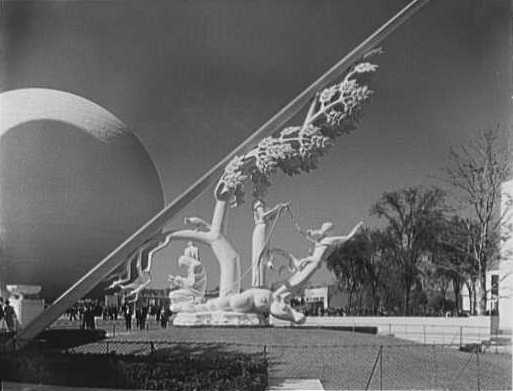
La Perisphere della Fiera internazionale di New York 1939-1940.

Disney introdusse tuttavia molti elementi ispirati alla cultura statunitense. I progettisti si sono ispirati per la forma della sala da biliardo nel Paese dei balocchi (una biglia nº 8 con una stecca posta accanto) agli edifici Trylon e Perisphere, emblemi della Fiera Internazionale di New York 1939-1940. La forma e il contenuto dello spettacolo di Mangiafuoco si rifà allo stile del vaudeville: Pinocchio balla con marionette di altre culture come un'olandese, una francese (e le sue ballerine di can-can) e una russa. Un'altra marionetta tradizionale doveva essere inclusa nel film: quella di una ballerina babinga dell'Ubangi, ma fu eliminata prima della distribuzione del film a causa del calo di interesse del pubblico statunitense per questa cultura. Il numero del Grillo su "Fai una fischiatina" è composto da un esercizio da funambolo, un passaggio di sega musicale e una parata.

### Reparto dei modelli
Per scegliere l'aspetto finale del personaggio di Pinocchio, Walt Disney chiese l'assistenza di Joe Grant, progettista-modellista dello studio. La rivista The Hollywood Reporter annunciò il 20 maggio 1938 la creazione di un nuovo reparto per la progettazione e produzione di modelli dei personaggi. Grant, assistito da Jack Miller e dall'ingegnere-marionettista Bob Jones, progettò delle statuette di personaggi e ambientazioni, per la prima volta in un Classico Disney. Secondo Allan, invece, esse furono realizzate dal solo Bob Jones.
Questi modelli sono in tutte le dimensioni, dai modelli in piccola scala dei personaggi alle repliche funzionali di giocattoli e orologi. Nell'autunno del 1938, la squadra si ingrandì con lo scultore Carlo Cristodora, l'ingegnere Ted Kline e un team di pittori sotto la direzione di Helen Nerbovig McIntosh. Il primo realizzava delle prove in argilla che servivano al secondo per fare uno stampo e una quindicina di riproduzioni in gesso, che venivano poi lucidate e verniciate dalla squadra della terza.
Bob Jones realizzò, in aggiunta a queste statuette, 175 marionette reali per lo sviluppo del personaggio di Pinocchio.

### Sviluppo dei personaggi

#### Pinocchio

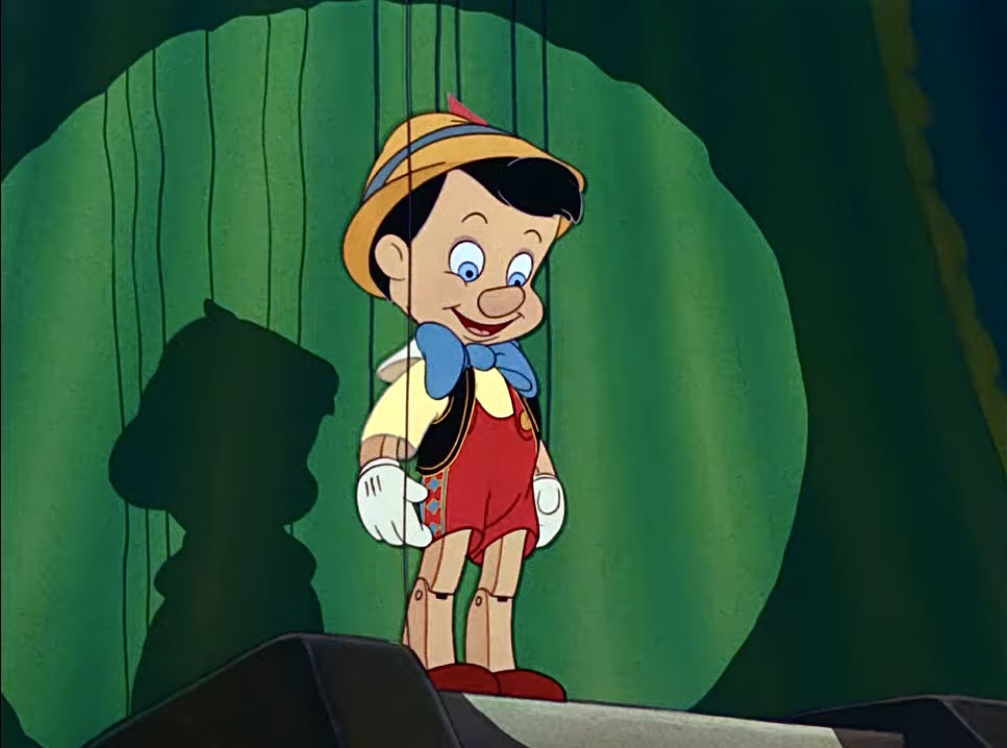
Pinocchio

Per il suo protagonista, Collodi scelse una marionetta, erede della tradizione italiana e della commedia dell'arte. I primi schizzi di Pinocchio eseguiti da Albert Hurter erano basati sulle illustrazioni di Carlo Chiostri e Attilio Mussino per l'Arlecchino della commedia dell'arte, di cui si può avere una panoramica con lo spirito della candela nella Sinfonia allegra La falena e la fiamma (1938).
Una parte dell'animazione iniziò su questa versione clownesca di Pinocchio. Frank Thomas e Ollie Johnston, due dei Nine Old Men, precisarono che il personaggio aveva le mani in legno in un pezzo unico, un cappello basso con una piuma - simile a quello di Peter Pan o quello di Robin Hood - e una personalità pretenziosa. David Koenig accomuna questa versione alla marionetta Charlie McCarthy di Edgar Bergen, che sarebbe apparso in Bongo e i tre avventurieri (1947). Bob Thomas aggiunse che il burattino era "animato con movimenti semplici, quasi automatizzati, e il suo volto mancava d'espressione. Senza coscienza, faceva il male in completa innocenza".
Ma dopo pochi mesi, Walt Disney, insoddisfatto di questo look troppo "legnoso", optò per una versione più umana del personaggio. Girveau afferma che Frank Thomas si occupò delle espressioni facciali, Fred Moore aggiunse ingenuità al burattino, gli diede proporzioni umane e guanti simili a quelli di Topolino per nascondere le mani di legno, mentre Milt Kahl si ispirò ai movimenti di un bambino vero per ridurre i rimproveri di Walt Disney, sfocando l'aspetto troppo legnoso.
Allan afferma che la scelta cadde su una versione più infantile del burattino, spalleggiata da un grillo, costringendo i team di produzione a ripartire da zero. Con parole simili, Thomas afferma che "il personaggio fu progettato nuovamente per renderlo più rotondo, più simile a un bambino vero" e che "essendo un personaggio vuoto, sarebbe stato circondato da figure vivaci e sgargianti, delle quali la più importante è il Grillo Parlante".
Questa metamorfosi è riassunta da Russel Merrit come segue: "Spandendo e ammorbidendo i fili di Pinocchio, espandendo e gonfiando le guance, il pagliaccio-elfo si trasformò in un bambino timido dagli occhi spalancati". Pinocchio ha una piuma sul cappello, segno per Allan dell'americanismo che richiama "eroi rurali come Tom Sawyer, Will Rogers o Elvis Presley". Il personaggio ha anche tratti associati con i cartoni animati, come quattro dita, guanti bianchi, occhi grandi, bocca larga e fossette che ricordano Topolino. Queste caratteristiche portarono principalmente gli artisti Disney a risolvere alcune difficoltà legate all'impassibilità del legno di cui è fatto il personaggio originale e, se necessario, a dargli la vita. Nonostante questi fattori, l'aspetto principale di Pinocchio rimane più vicino - proprio come il paesaggio - al mondo del Tirolo austriaco che alle creazioni italiane, con una mandibola mobile e soprattutto il suo costume tirolese.
Walt Disney scelse Dickie Jones, un ragazzo di 12 anni trovato in una stazione radio di Dallas con Hoot Gibson quando cantava con un ukulele sotto il soprannome di "Cowboy randonneur", per prestare la sua "voce da bravo ragazzo" al personaggio.
Anche l'animazione del personaggio causò problemi agli animatori a causa della diversa mobilità di un ragazzo e di una marionetta, problema in gran parte risolto con l'uso di marionette artigianali. Un esempio di questa differenza è visibile nella sequenza di danza da Mangiafuoco, nella quale Pinocchio esegue movimenti impossibili per un essere umano. Tale sequenza, completamente animata da Ollie Johnston, è stata definita "mozzafiato" da Girveau. Anche la scena in cui il naso di Pinocchio si allunga fu animata da Johnston e, in parte, da Frank Thomas e Les Clark.
Alla fine del film, la marionetta diventa un bambino; i principali cambiamenti consistono nella scomparsa del suo naso di legno, fonte di simpatia del pubblico per il personaggio, e dei guanti bianchi a favore di mani reali, così come la sparizione degli occhi sporgenti e l'ispessimento di collo e articolazioni.

#### Grillo Parlante

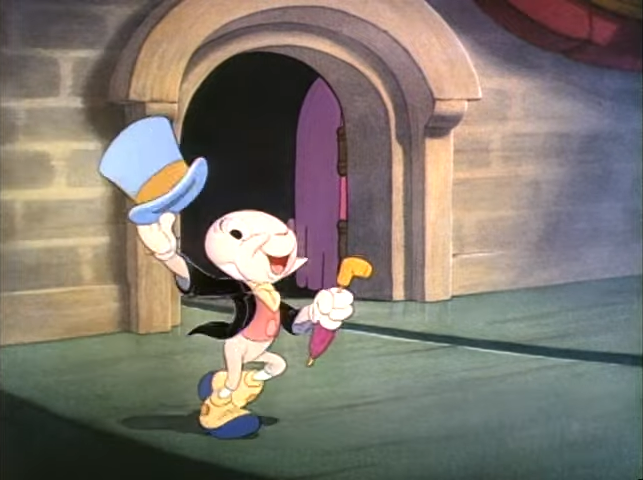
Il Grillo Parlante

Il personaggio del Grillo Parlante (Jiminy Cricket nell'edizione originale) fu una versione altamente sviluppata dell'omonimo personaggio minore creato da Collodi. Bob Thomas aveva descritto il grillo di Collodi come "personaggio accidentale", mentre nel film l'invenzione del "grillo-coscienza" unifica gli elementi della storia. Il grillo, a causa delle sue dimensioni, contrasta con gli altri personaggi e gli oggetti del film.
Il suo aspetto iniziale era molto vicino al grillo tradizionale, ma Walt Disney, non essendo soddisfatto né di Pinocchio né del Grillo Parlante, chiese a Ward Kimball dopo un paio di mesi di produzione di sviluppare una versione più umana dell'insetto, "più Jiminy che Grillo". Kimball creò un nuovo personaggio - una versione più rotonda, cortese e gentile della cavalletta del cortometraggio La cicala e la formica (1934) - che animò lui stesso con Wolfgang Reitherman e Don Towsley. Kimball ricordò di aver disegnato dodici o quattordici versioni dalle quali eliminò progressivamente tutte le appendici da insetto, e che l'unica cosa che aveva di un grillo era il suo nome. Il personaggio finale è "un omino che indossa un corto frac che ricorda delle elitre a riposo, un colletto da dandy inglese, un ombrello, un viso a forma d'uovo senza orecchie, con due peletti sul cranio che ricordano delle antenne e un naso senza narici".
Il nome "Jiminy Cricket" venne scelto da Walt stesso. Viene da un'esclamazione di sorpresa ("Jiminy Cricket!" o "Jiminy!") utilizzata secondo l'Oxford English Dictionary dal 1848. Essa viene usata, per esempio, dai nani nel primo film Biancaneve e i sette nani (1937) quando arrivano alla loro casetta, ed è un eufemismo per "Gesù Cristo".
Nel prologo, il Grillo Parlante apre il libro della storia di Pinocchio e, di fronte a una pagina che si rifiuta di restare ferma, la blocca con una candela pur rivolgendosi allo spettatore dice "One night, a long time ago..". L'atteggiamento e il discorso del personaggio stabiliscono la sua importanza presentandolo come "un essere moderno e disinibito di fronte agli oggetti del mondo antico che lo circondano", vecchi libri, carillon e giocattoli antichi (tra i libri si possono notare due futuri film di Walt Disney, Peter Pan e Le avventure di Alice nel Paese delle Meraviglie). I suoi abiti, puliti e nuovi nel prologo, diventano rattoppati nella storia che racconta in flashback, facendo dire ad Allan che egli è uno "Yankee alla corte d'Europa, di fronte ai detriti del passato". Si tratta di una miscela di W. C. Fields e Charlie Chaplin, l'equilibrio e la sicurezza del primo e l'immagine di simpatico vagabondo del secondo.
Grant aggiunge che si tratta di un Don Giovanni, poiché cerca di sedurre più volte gli inanimati personaggi femminili della bottega di Geppetto, ma anche un "compromesso tra il carattere rurale di Disney sintetizzato da Topolino" e il "sofisticato stile urbano" allora in vigore negli Stati Uniti. Il Grillo è più che "disinibito davanti agli oggetti": sembra in grado di controllarli, potendo ad esempio mettere a tacere gli orologi, cavalcare un cavalluccio marino o respirare sott'acqua.
Il Grillo Parlante costituì due prime volte in un Classico Disney: quella di un "piccolo personaggio aiutante che dirige le azioni quando il personaggio principale non può farlo", e quella di un personaggio che interpella il pubblico. Esso sarà presto seguito da altri, come il topo Timoteo nel prossimo film Dumbo (1941). Un elemento importante della personalità del personaggio è gradualmente ridotto nel corso del tempo: il suo linguaggio contemporaneo per i primi spettatori. Esso utilizza alcune espressioni, si riferisce a mestieri dimenticati (come ad esempio il dipendente d'ascensore nei grandi magazzini) o cita una canzone popolare negli anni trenta, "Little Man You've Had a Busy Day", che parodia sostituendo "day" con "night" (questi riferimenti non sono presenti nell'edizione italiana per difficoltà di adattamento).
Le sue dimensioni ridotte gli impediscono di interagire con tutti i personaggi, pur non avendo alcuna soggezione di loro malgrado la mole di dimensione maggiore, per esempio tenta di interagire con Geppetto quando vuole spegnere il dito bruciato di Pinocchio con dell'acqua presente nel cappello-cilindro, ma inciampa in una matita quando Pinocchio immerge il dito nella boccia di Cleo oppure quando vorrebbe andare a dire all'anziano falegname che Pinocchio è scappato con il Gatto e la Volpe per andare da Mangiafoco, ma poi la ritiene un'azione vile, ma non si tira indietro di fronte a Lucignolo, dandogli degli ammonimenti, anche se subisce soltanto una derisione e dimostra poi di avere un debole per la Fata Azzurra.
La sua voce originale è Cliff Edwards, che lo doppiò fino al 1971 (dal film del 1947 Bongo e i tre avventurieri alla serie televisiva Disneyland). Dopo la sua morte, Eddie Carroll e Phil Snyder assunsero il suo posto.

#### La Fata Azzurra
Il personaggio della Fata Azzurra, disegnato e animato da Jack Campbell, è fisicamente ispirato a Marjorie Belcher, già modella per Biancaneve, mentre la sua voce è quella di Evelyn Venable, "di timbro dolce e puro". Evelyn Venable servì da modella per il logo della Columbia Pictures. Le battute vennero registrate più volte, frase per frase, e i tecnici del suono le assemblarono nelle intonazioni scelte da Disney.
È l'unica manifestazione di un "aspetto un po' romantico nel film" e "un deliberato tentativo di offrire una presenza femminile". "Accattivante ma non glamour" secondo il desiderio di Walt Disney, essa rappresenta un certo ideale femminile degli anni trenta definito da Hollywood, la moda, la pubblicità e l'industria cosmetica e portato da attrici come Jean Harlow. Per Grant è una "bionda d'una bellezza virginale", ma ha osservato che alcuni autori hanno falsamente attribuito una somiglianza del personaggio con Marilyn Monroe, che allora aveva appena 14 anni.
Tenggren aveva abbozzato una versione più piccola ed eterea rispetto a quella finale, ma con un abbigliamento simile, un abito tenuto da una spilla sul petto. La fata di Tenggren aveva una stella nei suoi capelli biondi sciolti, un abito lungo e semplice circondato da un alone pallido, e un "look progettato per il volo, evidenziato da vestiti galleggianti che accentuavano la sua leggerezza". La versione finale del film ha una fascia blu, tipica degli anni trenta, che raccoglie i capelli di un biondo perossido come appena usciti dal parrucchiere, un abito blu semi-trasparente e brillante ottenuto con una tecnica chiamata in seguito "polvere Disney". Allan la descrive come "più grande, più grossa, più pesante" rispetto a quella di Tenggren.

#### Mangiafuoco

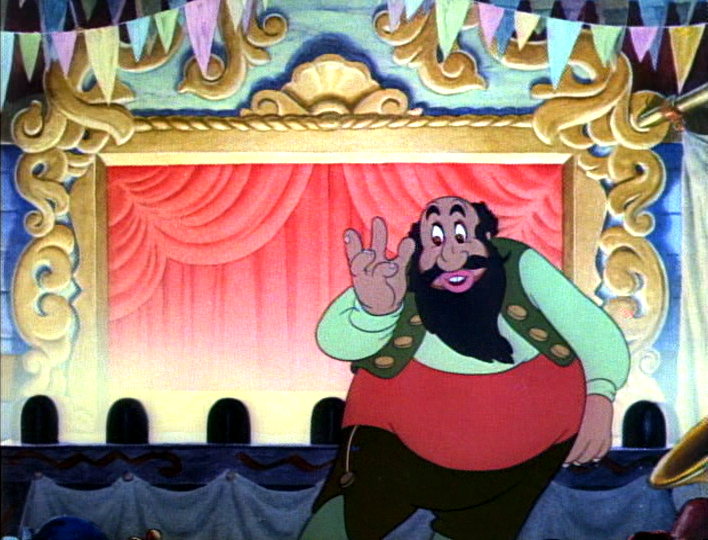
Mangiafuoco, secondo antagonista del film.

Mangiafuoco (Stromboli nella versione originale e anche in quella italiana), nonostante un nome italiano, evoca la caricatura di un classico zingaro. Ispirato all'attore Charles Judels scelto per la sua "interpretazione del caratteristico nitrito di frustrazione", il personaggio animato da Bill Tytla è stato spesso criticato "per i troppi movimenti, che lo rendono difficile da seguire sullo schermo", ma per Thomas e Johnston "nessun personaggio animato attualmente ha espresso in modo migliore una personalità completa, ricca e volatile", si tratta di "un italiano che dà libero sfogo alle sue emozioni". Grant lo definisce come un "patrigno malvagio", versione maschile della classica matrigna cattiva della fiabe.
Per Finch, il personaggio "ha un'enorme presenza muscolare che riempie lo schermo con la sua infamia", "ogni sua mossa [è] inganno". Tytla, che spesso animava personaggi muscolosi come lui, si sforza ogni volta di coordinare i movimenti, permettendo a Mangiafuoco di rendere "brillantemente presenti gli occhi, la bocca, i gesti e tutte le azioni secondarie", tutto in "modo estremamente potente e pericoloso".
Per Allan, il "riferimento etnico con un implicito antisemitismo non può essere ignorato", proprio come la caricatura zingara. Essa si traduce nella presenza di oggetti di connotazione zingara nella carovana di Stromboli, i suoi movimenti troppo esagerati, il suo atteggiamento e le sue azioni, mentre le sue espressioni facciali e la sua ossessione per la ricchezza ne fanno una caricatura ebraica. L'accusa di antisemitismo è stata guidata da Richard Schikel, ma "nell'interesse di equità su Disney" e contro un membro dello studio.

### Sceneggiatura
A differenza di Biancaneve, che era un racconto che gli scrittori potevano espandere e con cui potevano sperimentare, Pinocchio si basava su un romanzo con una storia molto fissa, quindi la sceneggiatura attraversò cambiamenti molto drastici prima di raggiungere la sua incarnazione finale. Nel romanzo originale, Pinocchio è una fredda, scortese, ingrata creatura disumana che spesso respinge la compassione e impara le lezioni solo per mezzo di brutali torture. Gli autori decisero di modernizzare il personaggio e lo raffigurarono come un ragazzo saggio alla Charlie McCarthy, ma turbolento come il burattino del libro. L'animazione iniziò nel gennaio del 1938, mentre la storia era ancora in fase di sviluppo. Le prime scene animate da Frank Thomas e Ollie Johnston mostrano che il design di Pinocchio era esattamente come quello di un vero e proprio burattino di legno con un lungo naso appuntito, un berretto a visiera e nude mani di legno. Walt Disney, tuttavia, non era soddisfatto del lavoro che era stato fatto sul film. Sentiva che nessuno poteva simpatizzare davvero con un personaggio del genere e chiese l'immediata sospensione della produzione. Fred Moore ridisegnò un po' il personaggio per renderlo più attraente, ma il design conservava ancora un tocco legnoso. Il giovane e decisivo animatore Milt Kahl sentiva che Thomas, Johnston e Moore erano "piuttosto ossessionati dall'idea che questo ragazzo fosse un burattino di legno", e riteneva che dovessero "dimenticare che era un burattino e ottenere un grazioso ragazzino; è sempre possibile disegnare le articolazioni di legno e fare di lui un burattino di legno in seguito". Hamilton Luske suggerì a Kahl che avrebbe dovuto dimostrare le sue convinzioni animando una sequenza di prova. Kahl mostrò a Disney una scena di prova in cui Pinocchio è sott'acqua alla ricerca di suo padre. Da questa scena Kahl re-immaginò il personaggio facendolo apparire più come un bambino vero, con cappello tirolese da bambino e dei classici guanti da cartone animato, a quattro dita. Le uniche parti di lui che ancora sembravano quelle di un burattino erano le braccia, le gambe e il piccolo naso. Walt approvò la scena di Kahl e invitò subito gli sceneggiatori ad evolvere Pinocchio in una personalità più innocente, ingenua e un po' timida che riflettesse il design di Kahl.
Tuttavia, Disney scoprì che il nuovo Pinocchio era troppo impotente ed era troppo spesso portato fuori strada da personaggi ingannevoli, quindi nell'estate del 1938 Walt e il suo team di sceneggiatori stabilirono il personaggio del grillo. Nel romanzo il grillo è un personaggio minore che fa una ramanzina a Pinocchio e viene da questo ucciso con una martellata, Disney soprannominò il grillo Jiminy e ne fece un personaggio che avrebbe cercato di orientare Pinocchio nelle decisioni giuste. Una volta che il personaggio fu ampliato, era dipinto come un realistico grillo con le gambe dentate e le antenne ondeggianti, ma Walt voleva qualcosa di più simpatico. Ward Kimball aveva trascorso diversi mesi animando una "sequenza della zuppa" in Biancaneve che era stata tagliata dal film per motivi di ritmo. Ward era sul punto di andarsene fino a quando Walt lo premiò per il suo lavoro promuovendolo a supervisore all'animazione del Grillo Parlante. Ward evocò il design del Grillo Parlante, che descrisse come un omino con una testa d'uovo e senza orecchie. "L'unica cosa che lo rende un grillo è il fatto che noi lo chiamiamo così" scherzò poi Ward.

### Casting
A causa del grande successo di Biancaneve, Walt Disney volle voci più famose per Pinocchio, che fu il primo film d'animazione ad usare celebrità come doppiatori. Il Grillo Parlante fu interpretato da Cliff Edwards, che all'epoca era un cantante popolare che aveva introdotto la canzone Singin' in the Rain. Era anche un attore a Broadway in film come Hollywood che canta e Those Three French Girls, e aveva avuto una piccola parte in Via col vento. Il personaggio di Pinocchio venne doppiato dal piccolo attore Dickie Jones, che era stato in Mr. Smith va a Washington e Partita d'azzardo. L'attore di musical Walter Catlett, che era apparso in classici come Susanna! e È arrivata la felicità, doppiò la Volpe. Christian Rub diede la voce a Geppetto, e il design del personaggio era anche una caricatura di Rub. Il giovane Frankie Darro, che aveva recitato in Wild Boys of the Road e aveva avuto ruoli di supporto in The Phantom Empire e Un giorno alle corse, doppiò Lucignolo. Evelyn Venable, che fu la modella per il logo della Columbia Pictures, diede la voce alla Fata Azzurra, mentre Charles Judels doppiò i due cattivi: Mangiafuoco e il Postiglione.
Un altro doppiatore era Mel Blanc, famoso soprattutto per essere la voce di molti dei personaggi nei cartoni Looney Tunes e Merrie Melodies della Warner Bros.; egli venne assunto per doppiare il Gatto. Tuttavia, venne alla fine deciso che il Gatto doveva essere muto come Cucciolo, la cui mimica da Harpo Marx lo aveva reso uno dei personaggi più comici e popolari di Biancaneve. Tutti i dialoghi registrati da Blanc in questo film vennero successivamente eliminati tranne che per un solitario singhiozzo, che si sente per tre volte nel film.

### Animazione
Durante la produzione del film il reparto dei modelli dei personaggi venne istituito e guidato da Joe Grant. Il reparto era responsabile della costruzione di modelli tridimensionali di argilla dei personaggi del film, noti come maquettes. Questi venivano poi consegnati al personale per osservare come un personaggio doveva essere disegnato da ogni angolazione desiderata dagli artisti. I modellisti avevano anche costruito modelli funzionanti degli orologi a cucù di Geppetto, così come il carro da zingaro di Mangiafuoco e la carrozza del Postiglione. Tuttavia, poiché è difficile animare un veicolo in movimento realistico, Disney ricorse alla tecnica d'animazione rotoscope, inventata dai fratelli Fleischer, i principali concorrenti di Disney a quei tempi. Il rotoscope coinvolse le riprese di una maquette in live-action del carro da zingaro su un set in miniatura con l'animazione stop motion. Poi ogni frame dell'animazione venne ampliato su fogli di carta come modello (essi vengono chiamati "photo-stats"). Gli animatori quindi mettevano un foglio di carta d'animazione su questi "Photo-Stats" e ricalcavano il carro, ripetendo il gesto per ogni nuovo frame del filmato al fine di catturare l'esatto movimento del carro di Mangiafuoco. Questi disegni venivano poi "inchiostrati e dipinti" su rodovetri. I rodovetri venivano poi sovrapposti sulle immagini di sfondo con i rodovetri dei personaggi per creare la ripresa completa della rostrum camera.
Nonostante la resistenza iniziale di Disney al rotoscope (a malincuore aveva accettato di permetterlo in Biancaneve, tre anni prima), egli abbracciò la tecnologia di animazione purché fosse utilizzata in un certo modo. Riprese live action per Pinocchio vennero girate con gli attori che recitavano le scene. Tuttavia, a differenza di Biancaneve, le immagini live action non vennero semplicemente ricalcate, in quanto ciò avrebbe comportato movimenti rigidi e innaturali. Invece gli animatori le usarono come guida per l'animazione e studiarono come gli esseri umani si muovevano, incorporando quelle pose in animazione, ma esagerandole leggermente. Gli animatori si riferirono a ciò come riferimento live action piuttosto che rotoscope. Tuttavia un po' di rotoscope venne utilizzato per l'animazione della Fata Azzurra.
Pinocchio era un risultato innovativo in termini di effetti animati. In contrasto con i character animators, che si concentrano sulla recitazione dei personaggi, gli animatori degli effetti creano qualsiasi altra cosa in movimento che non sia un personaggio. Questo include i veicoli, i macchinari, e gli effetti naturali come pioggia, fulmini, neve, fumo, ombre, e l'acqua, così come gli effetti di tipo fantastico o fantascientifico, come la polvere di fata. L'influente animatore astratto Oskar Fischinger, che lavorò principalmente su Fantasia, contribuì all'animazione degli effetti della bacchetta della Fata Azzurra. L'animatore degli effetti Sandy Strother tenne un diario sul suo anno di animazione degli effetti d'acqua di Pinocchio, che comprendevano schizzi, increspature, bolle, onde, e l'illusione di essere sott'acqua. Per contribuire a dare profondità al mare, gli animatori mettevano più dettagli sulle onde sulla superficie dell'acqua in primo piano, e meno dettagli quando la superficie si sposta più indietro. Dopo che l'animazione veniva ricalcata sui rodovetri, l'avrebbero ricalcata ancora una volta con matite blu e nere per dare alle onde un'apparenza scultorea. Per risparmiare tempo e denaro, gli schizzi vennero mantenuti impressionisti. Pinocchio fu uno dei primi film d'animazione ad avere effetti molto realistici ed è spesso molto apprezzato dagli animatori degli effetti per avere alcuni dei migliori effetti animati che lo studio abbia mai fatto.

## Colonna sonora
Le canzoni di Pinocchio vennero composte da Leigh Harline e Ned Washington. Harline e Paul J. Smith composero la musica di scena. La colonna sonora vinse l'Oscar. "Una stella cade" (When You Wish Upon a Star nella versione inglese) vinse l'Oscar alla migliore canzone ed è divenuta l'inno ufficiale della Disney.

### Album
L'album uscì il 9 febbraio 1940, ed era descritto come una "registrazione della colonna sonora originale della produzione Disney Pinocchio". Secondo la Walt Disney Records, "è la prima volta che l'espressione 'colonna sonora originale' fu usata per riferirsi ad una registrazione dal film disponibile in commercio". La prima edizione comprendeva solo tre tracce: Una stella cade, Fai una fischiatina e Mai mi legherai. L'album venne ripubblicato nel 2006 in versione completa. Qui sotto, le tracce dell'edizione italiana.

#### Tracce
1. Una stella cade - 3:14
2. Il burattino - 5:45
3. Sequenza dell'orologio - 0:54
4. Motivo del gattino - 0:40
5. La Fata Azzurra - 3:27
6. Fai una fischiatina - 1:36
7. Vecchio Geppetto - 4:43
8. Andando a scuola - 4:18
9. Hi-Diddle-Dee-Dee - 1:40
10. Mi dispiace - 1:36
11. Mai mi legherai - 2:23
12. Il truce Mangiafuoco - 2:27
13. Riunione triste - 3:21
14. Lezioni di bugie - 2:31
15. Mi piace la pianola - 0:49
16. Verso il Paese dei balocchi - 4:45
17. Il Grillo arrabbiato - 1:19
18. Trasformazione - 3:49
19. Messaggio della Fata Azzurra - 1:29
20. Al salvataggio - 0:33
21. Cavalloni - 1:28
22. Motivo sconsolato - 1:42
23. Mostro si sveglia - 2:03
24. La casa della balena - 3:18
25. Un bimbo in carne ed ossa - 1:41

## Distribuzione

### Data di uscita
Pinocchio debuttò a New York il 7 febbraio 1940, Dopo una proiezione a Los Angeles. Due giorni dopo, la RKO Radio Pictures fece uscire il film in tutti gli USA il 23 febbraio. Pinocchio arrivò in Italia il 18 dicembre 1947.
In occasione della distribuzione globale del 1940, Disney organizzò un evento promozionale particolare per la première. Alcuni figuranti di bassa statura, vestiti con costumi e maschere rappresentanti il burattino, furono posizionati su un piccolo balcone per salutare la folla. Tuttavia, a causa delle elevate temperature e delle bevande servite durante l'evento, nel tardo pomeriggio i figuranti, ormai provati e in stato di ebbrezza, si tolsero i costumi e si comportarono in modo non consono, generando scalpore tra i presenti.
Le date di uscita internazionali sono state:
- 23 febbraio 1940 negli Stati Uniti d'America
- 26 febbraio in Brasile (Pinóquio)
- 13 marzo in Argentina (Pinocho)
- 13 maggio nel Regno Unito
- 16 maggio in Australia
- 22 giugno in Canada
- 10 luglio in India
- 14 luglio in Nuova Zelanda
- 19 luglio in Messico (Pinocho)
- 7 ottobre in Portogallo (Pinóquio)
- 3 febbraio 1941 in Svezia
- 22 marzo in Palestina
- 20 novembre in Iran
- 21 dicembre in Ungheria
- 12 febbraio 1942 in Cile
- 3 aprile in Iraq
- 13 maggio in Svizzera
- 12 novembre in Egitto
- 19 dicembre in Turchia
- 31 gennaio 1943 in Finlandia (Pinokkio)
- 7 febbraio 1944 in Spagna (Pinocho)
- 22 maggio 1946 in Francia
- 13 giugno in Belgio
- 5 settembre in Norvegia
- 19 dicembre a Hong Kong
- 18 dicembre 1947 in Italia[68]
- 23 giugno 1949 in Perù
- 15 luglio nei Paesi Bassi
- 25 maggio 1950 in Danimarca
- 23 maggio 1951 in Germania Ovest
- 1º aprile 1952 in Austria (Die Abenteuer des Pinocchio)
- 17 maggio in Giappone (Pinokio)
- 7 ottobre nelle Filippine
- 14 maggio 1954 in Guyana
- 10 luglio 1962 in Madagascar
- 7 ottobre 1962 in Polonia (Pinokio)
- 23 marzo 1967 in Libano
- 13 marzo 1971 in Arabia Saudita
- 17 agosto 1976 a El Salvador
- 20 marzo 1982 in Gabon
- 6 ottobre 1985 in Kuwait
- 24 aprile 2000 in Grecia

Con la riedizione di Biancaneve e i sette nani nel 1944 arrivò la tradizione di riproporre i film Disney ogni sette-dieci anni. Pinocchio venne ridistribuito nelle sale americane nel 1945, 1954, 1962, 1971, 1978, 1984 e 1992. La RKO gestì le prime due riedizioni nel 1945 e 1954, mentre la Disney ridistribuì dal 1962 in poi attraverso la sua divisione Buena Vista Distribution. La riedizione del 1992 venne restaurata digitalmente con la pulizia e la rimozione di graffi dai negativi originali un fotogramma alla volta, eliminando le distorsioni della colonna sonora, e rivitalizzando il colore. In Italia Pinocchio venne riedito nel 1956, 1963, 1977 e 1984.

### Edizione italiana
Ci sono alcune differenze sostanziali nei nomi dei personaggi dell'edizione italiana rispetto all'originale. Infatti, data la già scarsa fedeltà del film al romanzo di Collodi, in Italia si è cercato (per quanto possibile) di ridare ai personaggi i nomi usati nel libro. Questo perché nell'edizione originale erano stati cambiati i nomi di molti personaggi (a buona parte di essi è stato dato un nome proprio, cosa che invece è piuttosto rara nel libro). Ecco i cambiamenti operati:
- Il Grillo Parlante in originale si chiama Jiminy Cricket, mentre in italiano viene usato il nome di Collodi.
- La Fata Azzurra in originale si chiama The Blue Fairy, quindi il nome viene tradotto. Questo perché nel libro si chiama "La fata dai capelli turchini", ma nel film la fata è bionda con un vestito azzurro.
- Il Gatto e la Volpe in originale si chiamano rispettivamente Gideon e John Worthington "Honest John" Foulfellow, mentre in italiano vengono usati i nomi di Collodi.
- Mangiafuoco in originale si chiama Stromboli (un omaggio all'Italia). Tale nome è usato anche in italiano, ma solo nella scena in cui la Volpe ne legge il nome su un manifesto. Questa è però l'unica scena in cui viene chiamato così, poiché in Italia gli viene dato il soprannome "Mangiafuoco" (versione rimodernata del nome "Mangiafoco" usato da Collodi).
- Il Postiglione in originale si chiama The Coachman (che però è il suo nome nella versione inglese del libro), ma nel libro di Collodi viene chiamato "Il conduttore del carro" o "L'Omino di burro". Nel doppiaggio italiano del film si usa un termine più breve, ma ricercato (comunque viene nominato una volta sola). Inoltre, secondo almeno un libro, si dovrebbe chiamare Barker.
- Lucignolo in originale si chiama Lampwick, mentre in italiano viene usato il nome di Collodi, nella versione inglese del libro il personaggio si chiama Candlewick.
- Il Paese dei Balocchi in originale si chiama "Pleasure Island", letteralmente "Isola del piacere" o " Isola del peccato", mentre in Italia viene utilizzato il nome di Collodi.
- La balena in originale ha un nome, Monstro, mentre in italiano no.

#### Doppiaggio
Il doppiaggio italiano del film, diretto da Mario Almirante su testi di Roberto De Leonardis e Alberto Liberati, venne eseguito negli stabilimenti Fono Roma dalla C.D.C. nel 1947. Pinocchio è il Classico Disney più vecchio a non essere stato ridoppiato, conservando ancora oggi le voci italiane originali. Esso venne parzialmente cambiato nella riedizione del 1963, quando la voce di Riccardo Billi che canta "Una stella cade" venne sostituita da quella di Bruno Filippini a causa della bassa qualità audio; tale versione venne poi utilizzata anche nelle due riedizioni successive e nella VHS dell'ottobre 1987. Per la VHS del marzo 1993, invece, l'intero audio d'epoca venne restaurato, ritornando alla versione di Billi.

### Edizioni home video

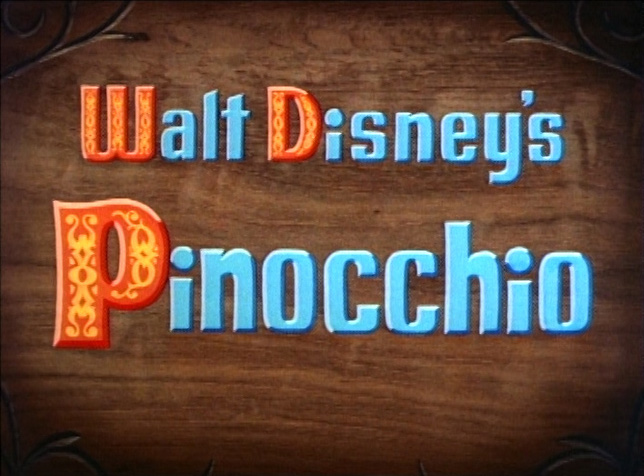
Il logo mostrato all'inizio del film

#### VHS
La prima edizione VHS del film in Italia uscì nell'ottobre 1987 per il noleggio e due anni dopo fu distribuita per la vendita, mantenendo invariata la data sul retro. Una nuova edizione VHS venne pubblicata nel marzo 1993 e seguita poi da altre nuove edizioni uscite nell'agosto 1997, nel maggio 2002 e infine il 16 aprile 2003 insieme alla terza edizione DVD.

#### DVD
La prima edizione DVD del film in Italia uscì il 4 aprile 2000, distribuito dalla Warner Home video. Questo, come altri DVD Disney distribuiti dalla Warner, era privo di contenuti speciali.
La seconda edizione DVD uscì il 30 maggio 2001. Il DVD presenta il formato video 4:3.
La terza edizione DVD uscì il 16 aprile 2003. Si tratta di un'edizione speciale che si differenzia dalle due precedenti.
La quarta edizione DVD (in due dischi) è uscita il 1º aprile 2009, insieme alla prima edizione BD, come 13º e ultimo titolo delle Walt Disney Platinum Editions. Questa edizione è uscita in occasione del 70º anniversario del film e rispetto alla precedente è dotata di contenuti speciali completamente nuovi.

#### Blu-Ray
La prima edizione BD è uscita il 1º aprile 2009, come 13º e ultimo titolo delle Walt Disney Platinum Editions, in occasione del 70º anniversario del film. Fu il secondo film della serie ad uscire in BD dopo La bella addormentata nel bosco. L'edizione comprende due dischi BD e un DVD che contiene solo il film e i due video musicali.

## Accoglienza

### Incassi
Finanziariamente, Pinocchio non fu inizialmente un successo. Gli incassi al botteghino del film furono al di sotto sia del successo senza precedenti di Biancaneve che delle aspettative dello studio. Il film era costato 2,3 milioni di dollari (due volte il costo di Biancaneve) e alla fine del 1940 la Disney aveva recuperato solo un milione, incassando, alla fine dell'uscita originale, una cifra variabile fra 1,4 e 1,9 milioni. Questo fu dovuto principalmente al fatto che la seconda guerra mondiale e le sue conseguenze avevano tagliato fuori i mercati europei e asiatici all'estero, e ostacolato il successo internazionale di Pinocchio e di altre uscite Disney durante l'inizio e la metà degli anni quaranta. Joe Grant ricordò che Walt Disney era "molto, molto depresso" in merito agli incassi iniziali di Pinocchio al botteghino.
Nonostante i suoi primi sforzi al box office, una serie di riedizioni negli anni dopo la seconda guerra mondiale si dimostrarono più efficaci, e permisero al film di girare un profitto. Nel 1973 il film aveva già guadagnato 13 milioni di dollari dalla versione iniziale del 1940 e le quattro riedizioni; ulteriori ristampe negli anni successivi hanno portato Pinocchio ad un incasso totale di 84.254.167 dollari.

### Critica
Sull'aggregatore di recensioni Rotten Tomatoes, il film ha la valutazione più alta del sito, 100%, il che significa che ognuna delle 63 recensioni presenti sono positive, con una valutazione media di 9,1 su 10. Il consenso critico cita: «Ambizioso, avventuroso e talvolta spaventoso, Pinocchio rappresenta probabilmente l'apice delle opere raccolte dalla Disney: è splendidamente realizzato ed emotivamente risonante». Su Metacritic, Pinocchio ha un punteggio ponderato di 99 su 100 basato su 17 recensioni, indicando "il plauso universale". Attualmente è il film d'animazione più apprezzato del sito, nonché il film d'animazione Disney più apprezzato.
Molti storici del cinema considerano questo il film che si avvicina di più alla perfezione tecnica di tutti i film d'animazione Disney. Il critico cinematografico Leonard Maltin ha dichiarato che "con Pinocchio, Disney ha raggiunto non solo l'altezza dei suoi poteri, ma l'apice di ciò che molti critici considerano il regno del cartone animato".
Archer Winsten, che aveva criticato Biancaneve, scrisse: "I difetti che si trovavano in Biancaneve non esistono più. Scrivendo di Pinocchio, sei limitato soltanto dalla tua capacità di esprimere entusiasmo". La canzone del Grillo Parlante, When You Wish Upon a Star, Una stella cade in italiano, divenne un grande successo ed è ancora identificata con il film, e in seguito è diventata la fanfara della stessa Walt Disney Company. Pinocchio vinse anche l'Oscar alla migliore canzone e alla miglior colonna sonora, diventando così il primo film Disney a vincere entrambi i premi. Questo non si verificò di nuovo fino a Mary Poppins nel 1964 e La sirenetta nel 1989.
Nel 1994 Pinocchio venne aggiunto al National Film Registry degli Stati Uniti per essere considerato "culturalmente, storicamente o esteticamente significativo". Il regista Terry Gilliam lo ha selezionato come uno dei dieci migliori film d'animazione di tutti i tempi in un articolo del 2001 scritto per The Guardian, e nel 2005 Time lo nominò uno dei 100 migliori film degli ultimi 80 anni, e poi nel giugno 2011 lo ha nominato il miglior film d'animazione.
Nel giugno 2008, l'American Film Institute rivelò la sua "Ten top Ten" — i migliori dieci film in dieci "classici" generi americani — dopo una votazione di oltre 1.500 persone della comunità creativa. Pinocchio è stato riconosciuto come il secondo miglior film del genere animazione, dopo Biancaneve.
Nel 2014, la rivista Time Out ha nominato Pinocchio il miglior film d'animazione di sempre in una classifica di 100 film d'animazione e a tecnica mista.
Il 29 giugno 2018, Pinocchio è stato nominato da IGN il 13° miglior film d'animazione Disney.
Lo psicologo canadese Jordan Peterson ha parlato ampiamente del film nelle sue lezioni, citandolo come un esempio del "modo in cui grandi temi mitologici e archetipici informano e permeano la narrativa". Il critico cinematografico Roger Ebert, aggiungendolo alla sua lista dei "grandi film", ha scritto che il film "non è solo una favola inventata o una favola sciocca, ma una narrazione con profondi riverberi archetipici".

## Riconoscimenti
- 1941 - Premio Oscar
  - Migliore colonna sonora a Leigh Harline, Paul J. Smith e Ned Washington
  - Migliore canzone (When You Wish Upon a Star) a Leigh Harline e Ned Washington
- 1941 - Premio Hugo
  - Nomination Miglior rappresentazione drammatica (forma breve) a Ted Sears, Ben Sharpsteen e Hamilton Luske
- 1989 - ASCAP Award
  - Miglior canzone (When You Wish Upon a Star) a Leigh Harline e Ned Washington
- 2016 - Online Film & Television Association
  - Miglior film

Nel 1994 è stato aggiunto alla lista della National Film Registry.

## Altri media

### Parchi a tema
- Molti personaggi di Pinocchio si possono incontrare nei parchi Disney.
- Pinocchio's Daring Journey è una popolare attrazione a Disneyland Park (Anaheim),[90] Tokyo Disneyland[91] e Disneyland Park (Parigi).[92]
- Pinocchio Village Haus è un ristorante al Walt Disney World che serve pizza, pastasciutta e formaggio.[93] Ci sono simili ristoranti anche a Disneyland e Disneyland Paris, con nomi quasi identici.

### Altri film
- Nel film della Pixar Alla ricerca di Nemo, Marlin e Dory citano il Grillo Parlante nelle loro frasi "Sei... sei la mia coscienza?" e "Sì, sono la tua coscienza".
- Figaro diventerà protagonista di una sua serie di tre cortometraggi prodotti nel 1943, nel 1946 e nel 1947, nel primo appare anche Cleo. Inoltre Figaro appare anche in tre cortometraggi della serie Pluto.
- Il Grillo Parlante sarà uno dei personaggi principali del 9° Classico Disney Bongo e i tre avventurieri, del 1947. Nell'edizione italiana non sarà però doppiato da Carlo Romano ma da Riccardo Billi, che in Pinocchio gli dà la voce solo nella canzone "Una stella cade". Nel film fa un'apparizione anche Cleo, ma nel doppiaggio italiano il Grillo si rivolge a lei dicendo "figliolo".
- Alcuni personaggi (inclusi Pinocchio e il Grillo Parlante) appaiono nel film del 1988 Chi ha incastrato Roger Rabbit.
- In Aladdin, la faccia del Genio (in una scena) si trasforma in quella di Pinocchio, quando Aladdin dice che avrebbe liberato il Genio e lui pensa che il ragazzo stia mentendo. Così, quando egli si trasforma nel burattino, il suo naso è molto lungo. Inoltre, nella serie animata Aladdin, Genio impersona poi Geppetto nella Balena assieme a Figaro e ne Il ritorno di Jafar, quando cerca di convincere Iago a seguire la sua coscienza, ha l'aspetto del Grillo Parlante.
- I personaggi del film compaiono come ospiti in House of Mouse - Il Topoclub e nei due special correlati.
- Pinocchio e la Fata Azzurra appaiono nel film Teacher's Pet.
- Pinocchio ha un cameo nella locanda nel film Rapunzel - L'intreccio della torre: in questo film appare infatti una marionetta identica al noto burattino.[94]
- Il viso della Fata Azzurra ricorda molto quello di Biancaneve: questo perché è stato ricalcato sulla stessa attrice con il rotoscope. Inoltre, ne L'inferno di Topolino la Fata, nei panni di Beatrice, è chiamata proprio Biancaneve.
- Nel film della Marvel Avengers: Age of Ultron, la canzone che canta Ultron è la stessa cantata da Pinocchio allo spettacolo di Mangiafuoco: "Mai mi legherai" (I have no strings).
- La scena sottomarina in cui Pinocchio si dirige verso la Balena spiato da una moltitudine di pesci è stata riutilizzata in Alice nel paese delle meraviglie, nella sequenza del Tricheco e il Carpentiere.

### Videogiochi
Oltre ai giochi per Sega Mega Drive, Game Boy e Super Nintendo basati sul film d'animazione, tra cui l'omonimo videogioco del 1995, Pinocchio, Geppetto e Cleo compaiono anche come personaggi nel gioco Kingdom Hearts e l'interno della balena è uno dei mondi visitabili. Il Grillo Parlante ha inoltre il ruolo di cronista dell'avventura, e registra sul suo diario i progressi del gioco in Kingdom Hearts, Kingdom Hearts: Chain of Memories e Kingdom Hearts II. Il mondo di Pinocchio avrebbe dovuto comparire in Kingdom Hearts 358/2 Days ( era anche prevista una apparizione di Gatto e Volpe), ma è stato omesso a causa di restrizioni di tempo, mentre la balena è apparsa come boss opzionale nell'edizione Final Mix di Kingdom Hearts Birth by Sleep. In compenso, il mondo ispirato al film appare in Kingdom Hearts 3D: Dream Drop Distance, sotto il nome "Il Paese dei Balocchi", e abitato da versioni alternative di Pinocchio, il Grillo Parlante, Geppetto, Cleo e la balena, e marca la prima apparizione della Fata Azzurra nella serie. 
Nel videogioco del 1999 La rivincita dei Cattivi, Il Grillo Parlante guida il giocatore nell'avventura, mentre La Fata Azzurra è un personaggio minore. Mangiafuoco era inoltre previsto, secondo i primi concept, come uno degli antagonisti del gioco. 

### Libri
La serie di romanzi Disney A Twisted Tale ha pubblicato una versione alternativa della storia: La Stella dei Desideri ( When You Wish Upon a Star), in cui il tema è " E se La Fata Azzurra non avesse dovuto aiutare Pinocchio". 

### Remake live-action
- Nel 2000 la Disney ha distribuito il film televisivo Geppetto. Il film vede la storia dal punto di vista del falegname, interpretato da Drew Carey, con alcune differenze dal film originale, come l'assenza della Volpe (Honest John), del Gatto (Gideon) e del Grillo Parlante (Jiminy Cricket).
- L'8 settembre 2022, in occasione del Disney+ Day, è uscito un secondo remake, Pinocchio, in cui Tom Hanks interpreta Geppetto. Il film è stato diretto da Robert Zemeckis.[98][99]

## Casi mediatici
Ad un certo punto, dopo essere sfuggito a Stromboli, Pinocchio dice "I'd rather be smart than be an actor", che tradotto letteralmente sarebbe "Preferisco essere furbo/sveglio che un attore", ma nella versione italiana la battuta è stata tradotta in "Preferisco essere istruito che attore". Per gli ascoltatori italiani non conoscitori della lingua inglese questo è stato visto come un ipocrita insulto e offesa nei confronti degli artisti scenici e del mondo dello spettacolo visti come persone senza cultura né istruzione. È comunque da ricordare che il film uscì in Italia nel 1947: è probabile che si volesse mettere l'accento sulla necessità di dare priorità all'istruzione (dopo l'esperienza della dittatura fascista e della guerra), necessità rimarcata anche dal forte livello di analfabetismo presente, all'epoca, in molte realtà italiane. Altro punto è quando Pinocchio e Lucignolo sono sul carro diretto verso il Paese dei Balocchi, e Lucignolo dice "Niente scuola né maestri", ma in realtà nella versione originale dice "Niente scuola né poliziotti/sbirri" ("No school, no cops"). Da ciò si intuisce che, nella versione originale, Lucignolo è un perfetto esempio di teppista (forse anche con precedenti penali). Inoltre, nonostante abbia chiaramente un nome semplice e dalla pronuncia italiana, Monstro viene sempre chiamato nella versione italiana solo "la balena". La canzone Hi-Diddle-Dee-Dee è la prima in un Classico Disney ad essere cantata da un cattivo. Quando uscì il film d'animazione I sogni di Pinocchio nel 1987, fu erroneamente considerato un sequel del Classico Disney, e partirono così le critiche e le controversie, ma la Filmation, casa di produzione del film, vinse comunque la causa, dato che l'opera di Collodi a quei tempi era già di dominio pubblico. Paolo Lorenzini, nipote di Collodi, inizialmente criticò aspramente Disney per essere stata poco fedele al romanzo dello zio e chiese al Ministero della Cultura italiano di citarla in giudizio.